# Stereolux
 (janvier 2018).

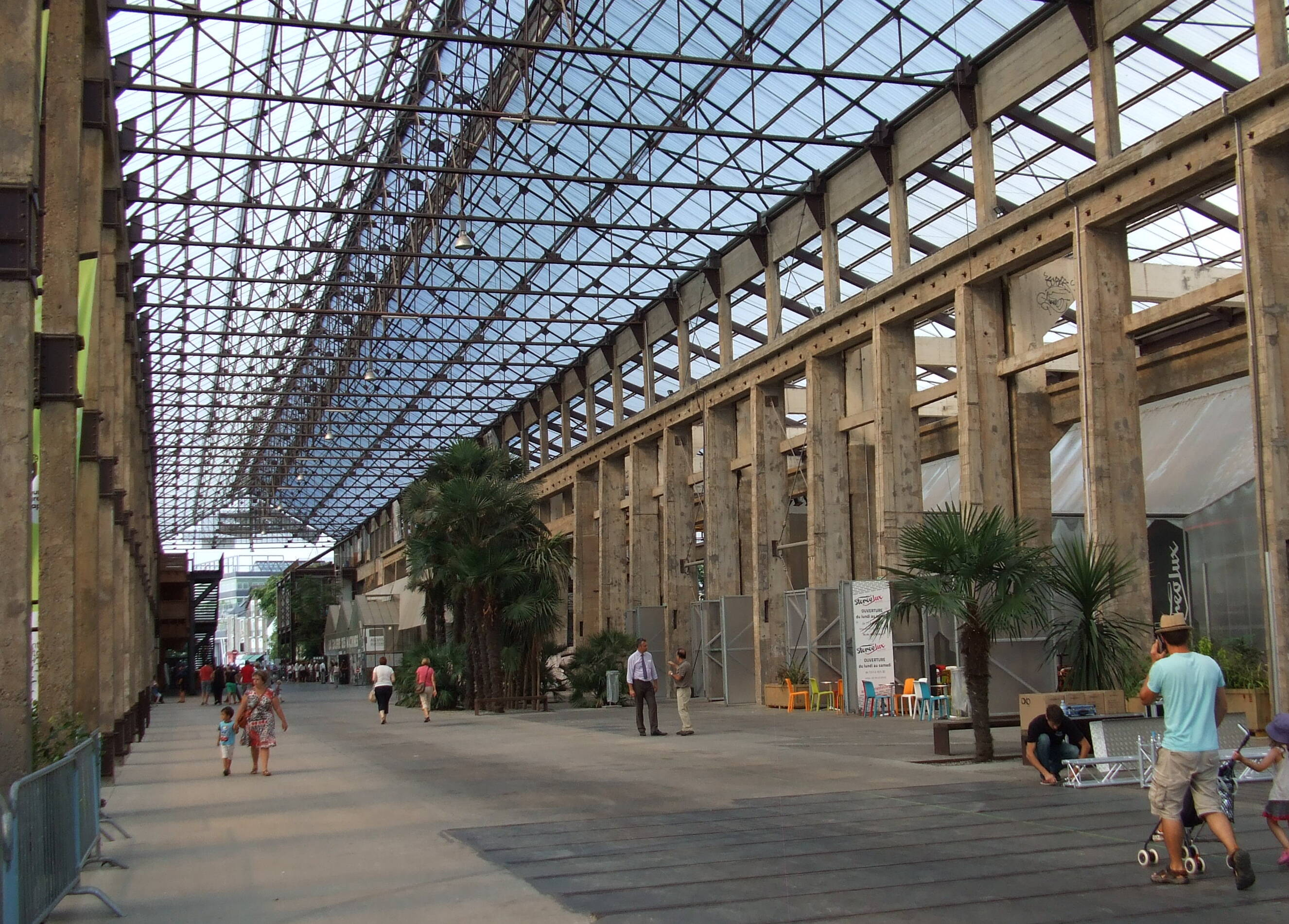
L'entrée se fait sous les nefs des Chantiers Dubigeon, à droite

Stereolux est un projet artistique et culturel situé à Nantes, en France, orienté autour des musiques actuelles et des arts numériques faisant partie du réseau culturel multisite municipal baptisé La Fabrique.
Installé au sud-est du parc des Chantiers, sur l'île de Nantes, au no 4 boulevard Léon-Bureau, à proximité de l'autre composante de la fabrique baptisée Trempolino, il a ouvert ses portes en 2011 et a donné son nom au bâtiment qui l'abrite, lequel dispose de deux salles de spectacle.

## Fonction
Destiné à la diffusion, au soutien à la création et à l'accompagnement des musiques actuelles et des arts numériques, Stereolux propose une programmation musicale éclectique (rock, électro, chanson, hip-hop...), des performances et créations multimédia, une saison danse orientée vers le croisement des arts chorégraphiques et des nouvelles technologies ainsi qu'une programmation de spectacles jeune public. Des ateliers, conférences, workshops et rencontres sont proposés tout au long de l'année. En compagnie des entreprises, artistes et chercheurs, le Laboratoire Arts & Technologies de Stereolux explore les nouveaux outils et pratiques numériques.[source insuffisante]
Stereolux organise chaque automne le festival Scopitone, événement protéiforme consacré aux arts numériques et cultures électroniques.

## Historique
Le projet Stereolux est porté par l'association « Songo » qui géra, de 1996 à mai 2011, le projet artistique et culturel de la salle l'Olympic, située place Jean-Macé dans le quartier du Bas-Chantenay. Cette salle ferma ses portes en 2011 pour des travaux de rénovation, avant de rouvrir en 2013 sous le nom de « Fabrique Chantenay-Bellevue » faisant partie du même réseau. Entre-temps, l'association Songo s'installa sur l'Ile de Nantes où le projet Stereolux ouvrit ses portes à l'automne 2011.

## Caractéristiques techniques
Le bâtiment qui abrite Stereolux a été construit entre mai 2009 et septembre 2011, conçu par l'agence nantaise d'architecte Tétrarc. D'une superficie de 4 900 m2, il comporte deux salles dénommées, « Micro » et « Maxi » d'une capacité respectives de 400 et 1 200 places. Aux étages, on y trouve des bureaux, ainsi que la Plateforme Intermédia, espace de 140 m2 destiné à l’expérimentation sonore ainsi qu’à des expositions temporaires. Enfin, on trouve au dernier étage des espaces de création multimédia de 300 m2 appelés « Salles Multi ».

## Programmation
En 2013 la salle lance la première édition du festival « Indigènes » consacré aux musiques indépendantes.